# Latour-Bas-Elne
Latour-Bas-Elne (em catalão:  La Torre d'Elna) é uma comuna francesa na região administrativa da Occitânia, no departamento dos Pirenéus Orientais. Estende-se por uma área de 3.31 km², com 2.978 habitantes, segundo o censo de 2018, com uma densidade de 900 hab/km².